# Cornelius Burdette
Cornelius Burdette (n. 6 noiembrie 1878, Sandstone⁠(d), Comitatul Summers, Virginia de Vest, SUA – d. 30 aprilie 1955, Charleston, Virginia de Vest, SUA) a fost un trăgător de tir ce a reprezentat Statele Unite ale Americii, medaliat olimpic. A participat la o ediție a Jocurilor Olimpice (1912) în care a câștigat o medalie de aur.

## Participări
Lista de mai jos prezintă principalele competiții la care a participat Cornelius Burdette de-a lungul carierei.
- shooting at the 1912 Summer Olympics – men's team rifle[*]